# Le Mesnil-Simon (Calvados)
Mesnil-Simon – miejscowość i gmina we Francji, w regionie Normandia, w departamencie Calvados.
Według danych na rok 1990 gminę zamieszkiwało 128 osób, a gęstość zaludnienia wynosiła 13 osób/km² (wśród 1815 gmin Dolnej Normandii Mesnil-Simon plasuje się na 758. miejscu pod względem liczby ludności, natomiast pod względem powierzchni na miejscu 517.).